# Cadbury
Cadbury plc (fostă „Cadbury Schweppes plc”) este o companie producătoare de dulciuri și băuturi din Marea Britanie. Compania își desfășoară activitatea în peste 60 de țări.
În ianuarie 2010, gigantul american Kraft a anunțat că va cumpăra Cadbury pentru 11,9 miliarde lire sterline (19,7 miliarde dolari).
Număr de angajați în 2008: 45.000
Cifra de afaceri:
- 2008: 5,3 miliarde GBP (6 miliarde Euro)[5]
- 2007: 4,7 miliarde GBP (5,3 miliarde euro)[5]

## Cadbury în România
Cadbury a intrat pe piața din România în anul 2007 prin cumpărarea Kandia-Excelent însă în 2010 au vândut-o înapoi lui Julius Meinl.